# Локализм
Локализм — концепция, используемая в политической философии для объяснения местного приоритета. Как правило, под местным понимается производство, потребление, управление, культура, идентичность и т. п.

## История
Локалисты утверждают, что на протяжении мировой истории большинство социальных и экономических институтов создавались на местном уровне, а не на региональном, межрегиональном или глобальном (в основном до конца XIX—XX веков). Только с империализмом и промышленной революцией местный уровень стал терять значение. Большинство сторонников локализма позиционируют себя как защитники устоев прежнего образа жизни, фраза «релокализация» часто используется в этом смысле.
В XX веке локализм опирался в значительной степени на труды Леопольда Кора, Эрнста Фридриха Шумахера, Вендела Берри и Киркпатрика Сейла среди прочих. В целом локализм затрагивает широкий спектр течений и проблем и предлагает активное развитие демократических и экономических институтов на местном уровне, так как таким образом социальные, экономические и экологические проблемы будут более легко определяемы и будет проще найти им решения. Эти течения включают в себя анархизм, биорегионализм, «зеленых» и более конкретные проблемы, касающиеся еды, денежно-кредитной политики и образования. Политические партии всех направлений также иногда выступали за передачу власти местным органам управления. В этом ключе, Алан Мильбурн, член парламента от лейбористской партии, говорил о «необходимости сделать услуги подотчетными перед местными властями, передать больше полномочий местным сообществам и, в процессе, создать современные отношения между государством, гражданами и органами власти».
Начиная с 1980-x, особенно заметным направлением в локализме было движение за покупку продуктов местного производства. Это движение зародилось с органическим земледелием и вероятно получило распространение из-за растущего недовольства органической сертификацией и несостоятельности экономической модели промышленного сельского хозяйства для мелких фермеров. В то время как сторонники местного потребления опирались на протекционистские аргументы, они также в первую очередь ссылались на экологический аргумент: загрязнение, вызванное транспортировкой товаров, является основной экстерналией в глобальной экономике, влияние которой «локаворы» могут значительно уменьшить. Кроме того, экологические проблемы могут быть решены, когда власть принадлежит тем, кого они напрямую затрагивают, а не тем, кто не понимает потребности местных сообществ.